# Luci Antisti Vet (cònsol any 28)
Luci Antisti Vet (en llatí Lucius Antistius Vetus) va ser un magistrat romà, fill de Gai Antisti Vet (cònsol 6 aC). Era membre de la Gens Antístia, una gens romana plebea i era de la família dels Vet.
Va ser cònsol sufecte l'any 28, segons indiquen els Fasti i Gai Vel·lei Patercle.